# Roland Stahre
Roland Emanuel Stahre, född 24 oktober 1956 i Styrsö församling i Göteborgs och Bohus län, är en svensk kristen sångare. låtskrivare och pastor.
Roland Stahre turnerade under många år tillsammans med Lars-Åke Larsson och duon medverkade i programserien Minns du sången som SVT sände under flera säsonger kring millennieskiftet. Stahre har också medverkat i radio ett flertal gånger.
Han har gett ut skivorna Andrum (1989), Vågspel (1992) och, Till dig (1995) tillsammans med Larsson samt därefter Emmaus – sånger bilder och betraktelser till eftertanke (2002).
Roland Stahre är numera sjukhuspastor, anställd av Svenska kyrkan i Öckerö.

## Diskografi i urval
- 1989 – Andrum / Lars-Åke Larsson & Roland Stahre [5]
- 1992 – Vågspel / Larsson & Stahre [6]
- 1995 – Till dig / Lars-Åke Larsson & Roland Stahre [7]
- 2002 – Emmaus : sånger bilder och betraktelser till eftertanke / Roland Stahre [8]